# Трудново
Трудново (бел. Труднава) — деревня в Кореличском районе Гродненской области Белоруссии. Входит в состав Райцевского сельсовета.
В деревне расположена старинная усадьба.
В 1915 году фольварк с земельным фондом в 21 десятину принадлежал Станиславу Гордзиевскому.
Усадьба расположена в конце деревни на возвышении. Усадебный дом представляет собой прямоугольное в плане здание (25 х 10 м) с тремя крылечками, сложенное из красного кирпича, покрытое черепицей. При въезде во двор усадьбы расположен склеп (шириной 10 м), построенный из валунов и камня. Постройки окружены плодовым садом. Со стороны дороги имеется защитный ряд деревьев — конских каштанов, посаженных при создании усадьбы.